# دوستانا (فلم 2008)
دوستانا (بالإنجليزية: Dostana) هو فيلم هندي كوميدي رومانسي أبطاله هم أبهيشيك باتشان، جون أبراهام، بريانكا تشوبرا. تم تصوير الفيلم في ميامي. استوحى فكرته بشكل خفيف من الفيلم الأمريكي أنا الآن أعلن أنكما تشاك ولاري. بدأ التصوير في مارس 2008، وتم إطلاق الفيلم في 14 نوفمبر 2008. أصبح الفيلم ثامن أعلى فيلم في شباك العرض الهندي في عام 2008.

## القصة
يحكي الفيلم عن شابين سمير (سام) كابور وكونال شوبرا فيذهب ليقابلا صاحبة الشقة فتخبرهم ان ابنة أختها لا يمكن أن تظل في الشقة مع رجلين لذلك يضطران للكذب عليها واخبارها انهم شاذان ثم يقعان في غرامها وهي تحب مديرها لذلك يريدون تخريب علاقتها ثم بعد ذلك تعرف ذلك وتطلب منهم أن يقبلو بعضهما إذ كانو يريدون منها أن تسامحهم وبالفعل يقومان بذلك أمام حشد كبير وبعد ذلك تغيرت أفكارهم بعد أن كانت ميولهم للفتيات.

## وصلات إضافية
- الموقع الرسمي
- مقالات تستعمل روابط فنية بلا صلة مع ويكي بيانات
- Dostana on YashRajFilms